# Offův val

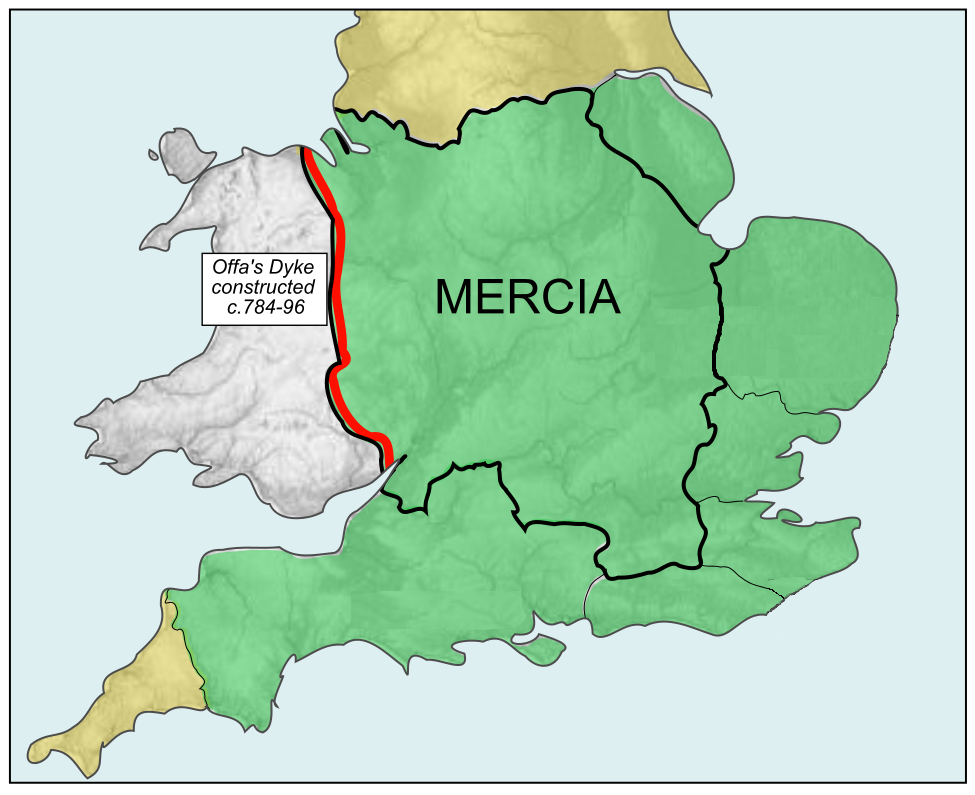
Poloha království Mercie s červeně vyznačenou linií Offova valu.

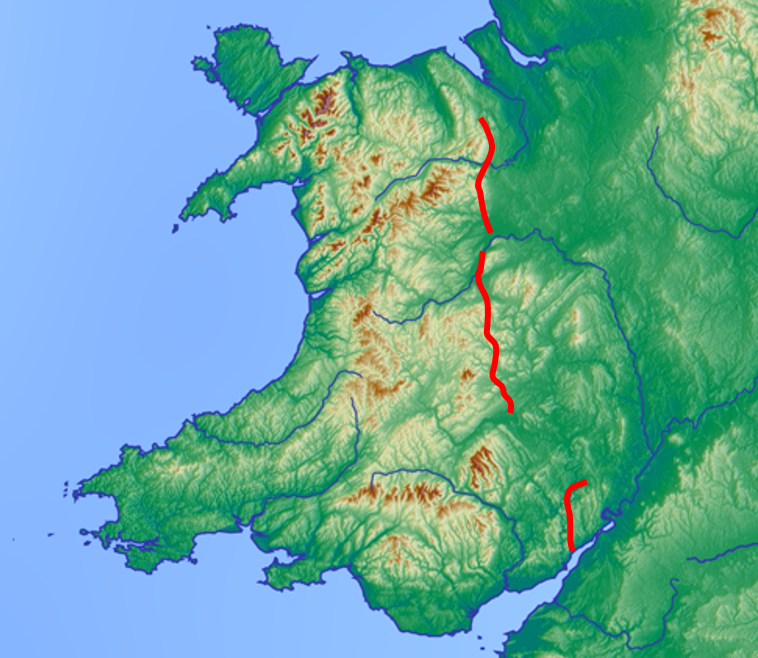
Jednotlivé úseky Offova valu (červeně) mají dohromady 132 km a spolu s přírodními překážkami přehrazují krajinu „od moře k moři“ v délce téměř 240 km.

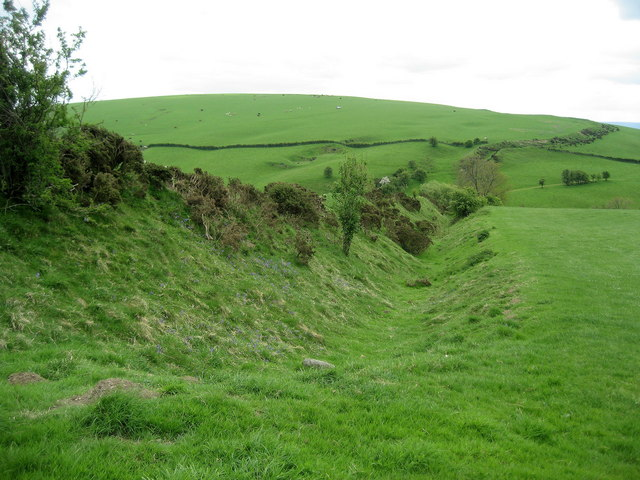
Offův val blízko města Clun

Řez Offovým valem

Offův val (anglicky Offa's Dyke, velšsky Clawdd Offa) je velká liniová stavba ve Velké Británii zhruba na hranici mezi Anglií a Walesem. Stavba je pojmenována po mercijském králi Offovi z 8. století, jemuž je její vybudování legendou připisováno. O jejím účelu se diskutuje, ale nejspíš měla vymezit hranici mezi anglosaským královstvím Mercií a velšským královstvím Powysem.

## Poloha
Offův val má většinou podobu mohutného hliněného valu s příkopem, na některých úsecích pak s příkopy po obou stranách. Je tvořen několika navazujícími stavbami, které mají dohromady délku 132 km a spolu s přírodními překážkami přehrazují území o délce téměř 240 km. Začíná u města Prestatyn v hrabství Flintshire a prochází přes Wrexham, Shropshire, Powys a Herefordshire do Sedbury v hrabství Gloucestershire. Probíhá zhruba po současné hranici mezi Anglií a Walesem, některé části tvoří hraniční čáru mezi oběma zeměmi dodnes. Největší přerušení je v jižní části hrabství Herefordshire, předpokládá se, že zde nebyl zbudován. I dnes je val s příkopem místy až 20 metrů široký a ode dna příkopu až 6 metru vysoký.

## Dějiny
Přesný účel valu není znám. Původně byl připisován mercijskému králi Offovi, ale výzkum v posledních desetiletích prokázal pomocí radiokarbonového datování že stavba byla zahájena na počátku 5. století. Val měl zřejmě sloužit vymezení jako ochrana království před vpády z velšských knížectví. Tvořil nejen politickou, ale i kulturní hranici s keltskými knížectvími Walesu. Val byl na velšské straně strmý a opatřen příkopem, ale nikdy nesloužil jako obranná stavba na rozdíl od jiných hraničních valů (Hadriánův val). Měl především zabránit vpádům Velšanů na anglosaské území, ale zřejmě nebylo plánováno bránit jej proti přímému útoku. Existence strážních věží podél valu je nepravděpodobná, neboť val neměl doprovodné silnice a jiné vybavení nebo zázemí pro posádky.
Ačkoliv val zřejmě nikdo aktivně nebránil, přesto bylo možné považovat jej za viditelnou hranici mezi Walesem a anglosaskou Anglií.